# Castelli (TE)
Castelli is een gemeente in de Italiaanse provincie Teramo (regio Abruzzen) en telt 1314 inwoners (31-12-2004). De oppervlakte bedraagt 49,7 km², de bevolkingsdichtheid is 28 inwoners per km².
De volgende frazioni maken deel uit van de gemeente: Colledoro, Befaro, Villa rossi.

## Demografie
Castelli telt ongeveer 560 huishoudens. Het aantal inwoners daalde in de periode 1991-2001 met 13,1% volgens cijfers uit de tienjaarlijkse volkstellingen van ISTAT.
| Jaar | Inwoneraantal |
| ---- | ------------- |
| 1991 | 1600          |
| 2001 | 1391          |

## Geografie
De gemeente ligt op ongeveer 497 m boven zeeniveau. Castelli grenst aan de volgende gemeenten: Arsita, Bisenti, Calascio (AQ), Castel Castagna, Castel del Monte (AQ), Castelvecchio Calvisio (AQ), Isola del Gran Sasso d'Italia.
Alba Adriatica · Ancarano · Arsita · Atri · Basciano · Bellante · Bisenti · Campli · Canzano · Castel Castagna · Castellalto · Castelli · Castiglione Messer Raimondo · Castilenti · Cellino Attanasio · Cermignano · Civitella del Tronto · Colledara · Colonnella · Controguerra · Corropoli · Cortino · Crognaleto · Fano Adriano · Giulianova · Isola del Gran Sasso d'Italia · Martinsicuro · Montefino · Montorio al Vomano · Morro d'Oro · Mosciano Sant'Angelo · Nereto · Notaresco · Penna Sant'Andrea · Pietracamela · Pineto · Rocca Santa Maria · Roseto degli Abruzzi · Sant'Egidio alla Vibrata · Sant'Omero · Silvi · Teramo · Torano Nuovo · Torricella Sicura · Tortoreto · Tossicia · Valle Castellana
1. ↑  https://demo.istat.it/?l=it.